# Lijst van geëxecuteerde personen
Dit is een lijst met mensen die werden geëxecuteerd.

## A
- Alireza Akbari, Iraans-Brits politicus, 14 januari 2023 door ophanging
- Clarence Ray Allen, geëxecuteerd op 17 januari 2006 door dodelijke injectie
- Klaas Annink bijgenaamd Huttenkloas, Twentse dief en moordenaar, geradbraakt op 13 september 1775
- Ion Antonescu, Roemeens maarschalk en premier, geëxecuteerd op 1 juni 1946
- Nicodemus Charles Apatoe, Surinaams misdadiger, opgehangen op 19 november 1927
- Joe Arridy, Amerikaans onschuldig terdoodveroordeelde, verdacht van moord en verkrachting, vergast op 6 januari 1939
- John Atherton, Britse bisschop die op 5 december 1640 opgehangen werd op basis van de door zijn hulp ingevoerde Buggery Law die sodomie en homoseksueel gedrag vervolgde. Hij werd hiermee de eerste man die in Ierland de doodstraf kreeg door middel van deze wet

## B
- Isaak Babel, Russisch schrijver, geëxecuteerd op last van Stalin op 27 januari 1940
- Madame du Barry
- Berend Knipperdolling, wederdoper, afgeslacht op 23 januari 1536
- Maurice Bishop
- Anna Boleyn, tweede vrouw van Hendrik VIII, onthoofd op 19 mei 1536
- Jan Bont, Kapitein ter zee in dienst van de Admiraliteit van Amsterdam, onthoofd op 5 februari 1677
- Adriana Bouwman
- Giordano Bruno
- Ted Bundy, Amerikaans seriemoordenaar, geëxecuteerd op de elektrische stoel in 1989
- August Borms, Vlaams-Nationalist, geëxecuteerd voor het vuurpeloton in 1946
- Zahra Bahrami
- Jenny-Wanda Barkmann, Duits oorlogmisdadigster, opgehangen in 1946
- Marco Antonio Bragadin, geëxecuteerd in Famagusta door de Turken in 1571

## C
- Nicolae Ceaușescu, president van Roemenië, afgezet en met zijn vrouw Elena Ceaușescu doodgeschoten op 25 december 1989
- Galeazzo Ciano
- Eli Cohen, omgebracht door ophanging
- Thomas Cranmer
- Hawley Harvey Crippen
- Davy Crockett

## D
- Johannes van Damme
- Georges Danton
- Hamida Djandoubi, laatste geëxecuteerde van Frankrijk (1977)
- Camille Desmoulins

## E
- Graaf van Egmont, generaal en staatsman in Vlaanderen, onthoofd op 5 juni 1568
- Adolf Eichmann, Duits nazioorlogsmisdadiger, veroordeeld en opgehangen in Israël in 1962
- Ruth Ellis, laatste vrouw opgehangen in het Verenigd Koninkrijk
- Marcel Engelen, oorlogsburgemeester van Tienen tijdens de Tweede Wereldoorlog, gefusilleerd wegens collaboratie in 1946

## F
- Guy Fawkes, na mislukte aanslag op het Engelse parlement opgehangen op 31 januari 1606
- Bogdan Filov
- Willie Francis, na eerste mislukte executie opnieuw geëxecuteerd in 1947
- Hans Frank
- Wilhelm Frick

## G
- John Wayne Gacy, Amerikaans seriemoordenaar, geëxecuteerd door dodelijke injectie op 10 mei 1994
- Balthasar Gerards, moordenaar van Willem van Oranje, gevierendeeld op 14 juli 1584
- Anna Göldi, de laatste vervolgde heks van Europa, onthoofd in 1782
- Amon Göth, oorlogsmisdadiger uit de Tweede Wereldoorlog, opgehangen op 13 september 1946
- Che Guevara, Argentijns verzetsstrijder, geëxecuteerd in 1967 door Boliviaanse militairen

## H
- Mechteld ten Ham, Nederlandse heks
- Greetje Zelle, bijgenaamd Mata Hari, danseres, beschuldigd van spionage voor de Duitsers, gefusilleerd op 15 oktober 1917
- Wilfred Hawker, Surinaams sergeant-majoor en vrijheidsstrijder, 26 jaar oud, standrechtelijk geëxecuteerd op 13 maart 1982 in Fort Zeelandia
- Miguel Hidalgo, Mexicaans onafhankelijkheidsstrijder, gefusilleerd in 1811
- Saddam Hoessein, autocratisch president en heerser van Irak, opgehangen op 30 december 2006.
- Filips van Montmorency, graaf van Horne, edelman en staatsman in de Nederlanden, onthoofd op 5 juni 1568
- Catharina Howard, vijfde vrouw van Hendrik VIII, onthoofd op 13 februari 1542
- Johannes Hus, reformator, verbrand op 6 juli 1415

## J
- Aagt Jafies, wegens verraad levend verbrande Nederlandse te Haarlem op 2 augustus 1572
- Jakobus (de Meerdere), een van de twaalf discipelen/apostelen van Jezus (van Nazareth), onthoofd in 44 op last van koning Herodes Agrippa I
- Jan van Leiden, wederdoper, afgeslacht op 22 januari 1536
- Jane Grey, voormalige koningin van Engeland, onthoofd op 12 februari 1554
- Jeanne d'Arc, Franse heldin, stierf op de brandstapel in 1431
- Wijerd Jelckama, Friese opstandeling en aanvoerder van de Arumer Zwarte Hoop
- Jezus (van Nazareth), christelijke Messias, gekruisigd op Golgotha omstreeks het jaar 30
- Alfred Jodl, Duitse generaal, opgehangen op 16 oktober 1946

## K
- Ernst Kaltenbrunner, vanwege aandeel in Jodenvervolging nav. Neurenbergprocessen ter dood veroordeeld, opgehangen op 16 oktober 1946
- Lev Kamenev, president van de Sovjet-Unie te Moskou op 25 augustus 1936
- Karel I, koning van Engeland, onthoofd op 30 januari 1649
- Wilhelm Keitel, Duitse officier, opgehangen op 16 oktober 1946
- William Kemmler, eerste Amerikaan die werd geëxecuteerd via de elektrische stoel.
- Okke Geerts Kluin, opgehangen te Groningen op 12 april 1838

## L
- Irma Laplasse, Vlaamse landverrader te Brugge op 30 mei 1945
- Antoine Lavoisier, Frans scheikundige, op 8 mei 1794 met de guillotine ter dood gebracht
- Lodewijk XVI, koning van Frankrijk, geguillotineerd op 21 januari 1793
- Marinus van der Lubbe, Nederlandse communist, verdacht van brandstichting in de Rijksdag, onthoofd op 10 januari 1934

## M
- Francisco I. Madero, president van Mexico, ter dood gebracht 4 dagen na de staatsgreep van Victoriano Huerta in 1913
- Gustavo A. Madero, broer van bovengenoemde
- Maria I, koningin van Schotland, onthoofd op 8 februari 1547
- Marie Antoinette, koningin-gemalin van Frankrijk, op 16 oktober 1793 met de guillotine ter dood gebracht
- Maximiliaan van Mexico, keizer van het Tweede Mexicaanse Keizerrijk te Querétaro op 19 juni 1867
- Jack McCall, moordenaar van Wild Bill Hickok, werd op 1 maart 1877 opgehangen
- José María Medina, tijdelijke president van Honduras, werd in 1878 doodgeschoten voor het vuurpeloton
- Adnan Menderes, premier van Turkije, opgehangen op 17 september 1961.
- Miguel Miramón, Mexicaans militair die tezamen met keizer Maximiliaan voor het vuurpeloton eindigde
- Francisco Morazán Quesada, president Verenigde Staten van Centraal-Amerika te San José (Costa Rica) op 15 september 1842
- Thomas More, humanist, onthoofd op 6 juli 1535
- José María Morelos, Mexicaans onafhankelijkheidsstrijder, gefusilleerd in 1815
- Joachim Murat, koning van Napels te  Pizzo (Calabrië) op 13 oktober 1815
- Anton Mussert, NSB-leider, gefusilleerd op 7 mei 1946

## N
- Imre Nagy, Hongaars premier te Boedapest op 16 juni 1958
- Johannes Nathan, laatste Nederlander geëxecuteerd voor een misdrijf in vredestijd (1860)
- Hester Rebecca Nepping, de eerste Nederlandse ter dood veroordeelde die middels de guillotine gedood werd
- Frances Newton (40), Amerikaanse vrouw geëxecuteerd in 2005 voor de moord op haar ex-man en twee kinderen

## O
- Johan van Oldenbarnevelt, Nederlands staatsman, onthoofd op 13 mei 1619

## P
- Arndt Pekurinen, Fins pacifist in Kalevalsky District (Sovjet-Unie) op 5 november 1941 gefusilleerd
- Nicolas Jacques Pelletier
- Witold Pilecki

## R
- Hanns Albin Rauter, Oostenrijks SS-generaal, gefusilleerd op 15 maart 1949
- Joachim von Ribbentrop, Duits nazipoliticus, opgehangen op 16 oktober 1946
- Maximilien de Robespierre, leider van de Franse revolutie, geguillotineerd op 28 juli 1794
- Alfred Rosenberg, Duits nazipoliticus, opgehangen op 16 oktober 1946
- Julius en Ethel Rosenberg, Amerikaanse spionnen, geëlektrocuteerd op 19 juni 1953
- Salem Ali Rubayyi

## S
- Nicola Sacco, ondanks duidelijk bewijs van onschuld geëlektrocuteerd op 23 augustus 1927
- Ken Saro-Wiwa
- Fritz Sauckel, Duits nazipoliticus, opgehangen in 1946
- Dirk Schermerhorn, ingenieur, 26 november 1937, Moskou[1]
- Philipp Schmitt
- Miguel Servet, Spaans arts en theoloog, verbrand in 1553
- Arthur Seyss-Inquart, Oostenrijks nazipoliticus, opgehangen in 1946
- Socrates, Griekse filosoof, vergiftigd omstreeks 399 v. Chr.
- Juan Soldado (Juan Castillo Morales), ter dood veroordeeld wegens moord, later werd aan de eerlijkheid van het proces getwijfeld
- Claus von Stauffenberg, Duits kolonel die een aanslag op Adolf Hitler pleegde, gefusilleerd op 21 juli 1944
- Stefanos, diaken en aanhanger van Jezus, gestenigd omstreeks 35
- Julius Streicher, Duits nazi-journalist en -politicus, opgehangen in 1946
- Charles Starkweather, Amerikaans spree killer, elektrische stoel

## T
- Jozef Tiso
- Hideki Tojo
- Andrej Tsjikatilo

## V
- Joseph Vacher, Frans seriemoordenaar door middel van de guillotine geëxecuteerd
- Bartolomeo Vanzetti, ondanks duidelijk bewijs van onschuld geëlektrocuteerd op 23 augustus 1927
- Leo Vindevogel, burgemeester van Ronse van 1941-1944.

## W
- William Wallace
- Albert Wetterman, laatste doodvonnisvoltrekking in Zwolle
- Stanley Williams
- Wim de Wit, ingenieur, Kolyma, tussen 10 en 14 maart 1938[1]

## Andere
- Op 5 maart 1940 tekenden Stalin en andere Sovjetleiders het bevel om 25.700 leden van de Poolse intelligentsia te executeren, inbegrepen 14.700 Poolse krijgsgevangenen.
- Veel gevangenen in de naziconcentratiekampen stierven door executie.